# 奧特馬·蔡德勒
奧特馬·蔡德勒（德語：Othmar Zeidler，1850年8月29日—1911年6月17日）是一名奧地利化學家，殺蟲劑滴滴涕的首名合成者。

## 生平
奧特馬於維也納出生，其父法蘭茲·蔡德勒（Franz Zeidler）為藥劑師，其兄小法蘭茲·蔡德勒（Franz Zeidler Jr.）也成為了化學家，並在日後與奧特馬合作。奧特馬在斯特拉斯堡大學修讀博士學位，師從阿道夫·馮·拜爾，然後於1874年，在德國合成了滴滴涕。1876年前，他回到奧地利，在維也納大學的I. chemischen Universitätslaboratorium工作，之後在首都內的魯道夫斯海姆-芬夫豪斯區當藥劑師。
1911年於維也納毛厄逝世。

## 註
1. ↑  雖然很多來源把奧特馬的出生年份說成1859年，但這會使他在1873年完成博士論文時只得14歲。1859年的出生年份由約瑟夫·弗魯通 用於 （页面存档备份，存于）其著作Contrasts in scientific style: research groups in the chemical and biochemical sciences（載於1990年第191期Memoirs of the American Philosophical Society的第373頁），和Gerhard Oberkofler用於Leopold Ruzicka, 1887-1976: schweizer Chemiker und Humanist aus Altösterreich（第44頁），後者更把他結束在維也納大學的藥劑學研究而前往斯特拉斯堡的年份說成1872年（即只有12至13歲）。但是，Materialien zur Geschichte der Apotheken und Apotheker Niederösterreichs指他出生於1850年，1911年在Oesterreichische Chemiker–Zeitung刊登的訃聞亦指他終年61歲，這證明他的出生年份實為1850年左右。

## 外部連結
- History | CDC Malaria （页面存档备份，存于） at www.cdc.gov
- Othmar Zeidler. . Berichte der deutschen chemischen Gesellschaft. 1874, 7 (2): 1180–1181. doi:10.1002/cber.18740070278.